# Zeugites americanus
Zeugites americanus är en gräsart som beskrevs av Carl Ludwig von Willdenow. Zeugites americanus ingår i släktet Zeugites och familjen gräs. Inga underarter finns listade i Catalogue of Life.